# Benjamin Banneker

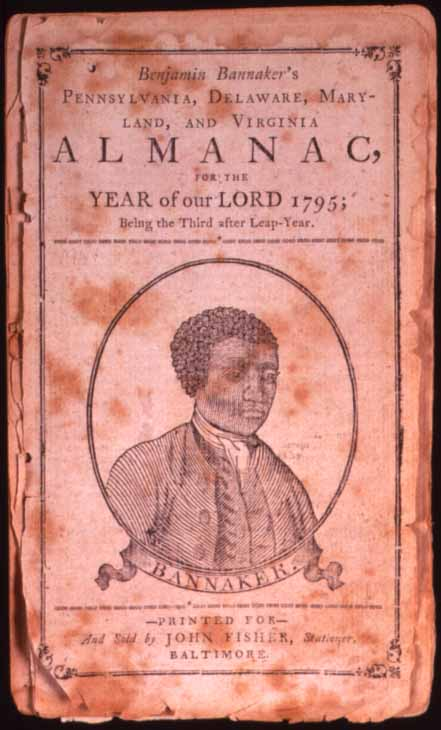
Banneker auf seinem 1795 erschienenen Almanach

Benjamin Banneker (* 9. November 1731 in Baltimore County, Province of Maryland; † 25.? Oktober 1806 ebenda) war ein Mathematiker, Astronom und Abolitionist. Er gilt als erster afroamerikanischer Wissenschaftler.

## Leben
Banneker wurde unter dem Namen Benjamin Bannaky als freier Bürger geboren, da seine Eltern (seine Mutter von Geburt an, sein Vater hatte sich freigekauft) ebenfalls frei waren. Seine Großmutter, aus England stammend, wurde wegen angeblichen Diebstahls zur Zwangsarbeit als Schuldknecht in Maryland verurteilt. Nach Ablauf des siebenjährigen Arbeitsvertrags kaufte sie eine Tabakfarm und heiratete später einen ihrer beiden Sklaven, einen Afrikaner. Banneker wuchs auf dieser Farm auf und besuchte einige Winter lang eine Quäkerschule, sein Wissen und seine Fähigkeiten stammten aber in erster Linie von seiner Großmutter, vieles brachte er sich zudem selbst bei. Bereits früh zeigte er eine mathematische und mechanische Begabung.
1753 entwickelte Banneker aus Holz eine der ersten komplett aus US-amerikanischem Material bestehenden Taschenuhren, was ihn in der Region bekannt machte. Erst 1788 begann er, sich mit Astronomie zu beschäftigen. Die nötigen Bücher und Instrumente bekam er von George Ellicott, einem Bruder des Bürgermeisters seiner Geburtsstadt. 1789 sagte er, im Gegensatz zu bekannten Astronomen, beinahe exakt eine Sonnenfinsternis voraus. Zwei Jahre später nahm er mit Bürgermeister Andrew Ellicott die Vermessung des zukünftigen Bundesdistrikts Washington, D.C. vor. An der auf Plänen von Pierre Charles L’Enfant basierenden Gestaltung Washingtons hatte er jedoch keinen Anteil.
Zwischen 1792 und 1797 veröffentlichte Banneker jährlich einen Almanach, der astronomische Ephemeriden, aber auch politische, humanitäre und abolitionistische Texte enthielt. Eine mit dem 1984 gegründeten United States Institute of Peace vergleichbare Einrichtung („an office for promoting and perserving perpetual peace“) wurde bereits damals von ihm gefordert. Ein Manuskript des ersten Almanachs schickte er dem späteren Präsidenten Thomas Jefferson und kritisierte in einem Beibrief dessen Ansichten einer den Weißen geistig unterlegenen schwarzen Rasse und den Widerspruch zwischen der in der Verfassung allen Menschen zugesicherten Freiheit und der fortwährenden Sklaverei. Die Situation der Schwarzen verglich er mit der der Vereinigten Staaten unter der „Tyrannei der britischen Krone“ vor dem Unabhängigkeitskrieg. In seinem Antwortschreiben zeigte Jefferson sich begeistert von Bannekers Arbeit, die er Marquis de Condorcet, dem Sekretär der Académie des sciences in Paris, zugeschickt habe. Er sehe den Almanach als weiteren Beweis einer möglichen Gleichwertigkeit der Talente der Schwarzen an, deren Ausprägung durch die „verminderten Bedingungen ihrer Existenz in Afrika & Amerika“ behindert würden. In einem 1809 geschriebenen Brief bescheinigte er Banneker aufgrund dessen Briefs an ihn allerdings nur eine „gewöhnliche“ Intelligenz.
In seinen letzten Jahren veröffentlichte er unter anderem Abhandlungen über Bienen und den Zyklus der Heuschrecken. Benjamin Banneker starb im Alter von 74 Jahren im Haus seiner an die Ellicott-Familie verkauften Farm. Am Tag der Beerdigung brannte es mitsamt beinahe sämtlichen Aufzeichnungen Bannekers (und zudem der noch immer laufenden Taschenuhr) ab.

## Würdigung
- Mehrere Schulen in den USA[5] sowie das „Banneker-Douglass Museum“ in Annapolis (Maryland) sind nach Benjamin Banneker benannt.
- Morgan State University in Baltimore hat ein 1939 erbautes Gebäude, „Banneker Hall“.
- Auf dem „L'Enfant Plaza“ in Washington D. C. wurde 1970 der heutige „Benjamin Banneker Park and Memorial“ inmitten eines ebenfalls nach ihm benannten Kreisverkehrs errichtet. In oder neben dem Park soll eine über vier Meter hohe Statue Bannekers gebaut werden.
- Stevie Wonder würdigte ihn 1976 in seinem Song „Black Man“ auf dem Album Songs in the Key of Life.[6]
- Auf dem ehemaligen Grundstück der Farm der Familie bei Baltimore wurde 1998 ein „Benjamin Banneker Historical Park & Museum“ eröffnet.
- Der United States Postal Service brachte 1980 eine Briefmarke mit seinem Abbild heraus.[7]
- Das 2005 gegründete Unternehmen Banneker Watche hat es sich zum Ziel gesetzt, den Namen Banneker und seine Errungenschaft als erster amerikanischer Uhrentwickler geläufig zu machen.[8] In sämtliche Uhren des Unternehmens ist ihm zu Ehren Edelholz verbaut.
- Ein Asteroid wurde am 4. Oktober 2009 nach ihm benannt: (155083) Banneker.[9]

## Zitate
- „Never abandon your vision. Keep reaching to further your dreams.“
- „The color of the skin is in no way connected with the strength of the mind or intellectual powers.“ (1796)[10]